# Бивак (военный)

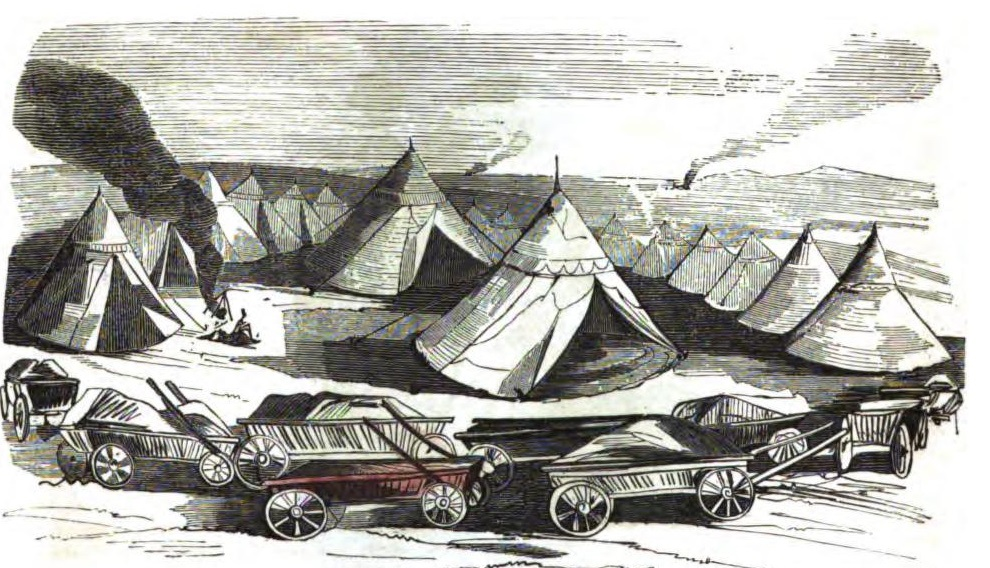
Походный военный лагерь (казачий табор, кош), рисунок из «Старина малороссийская ...».

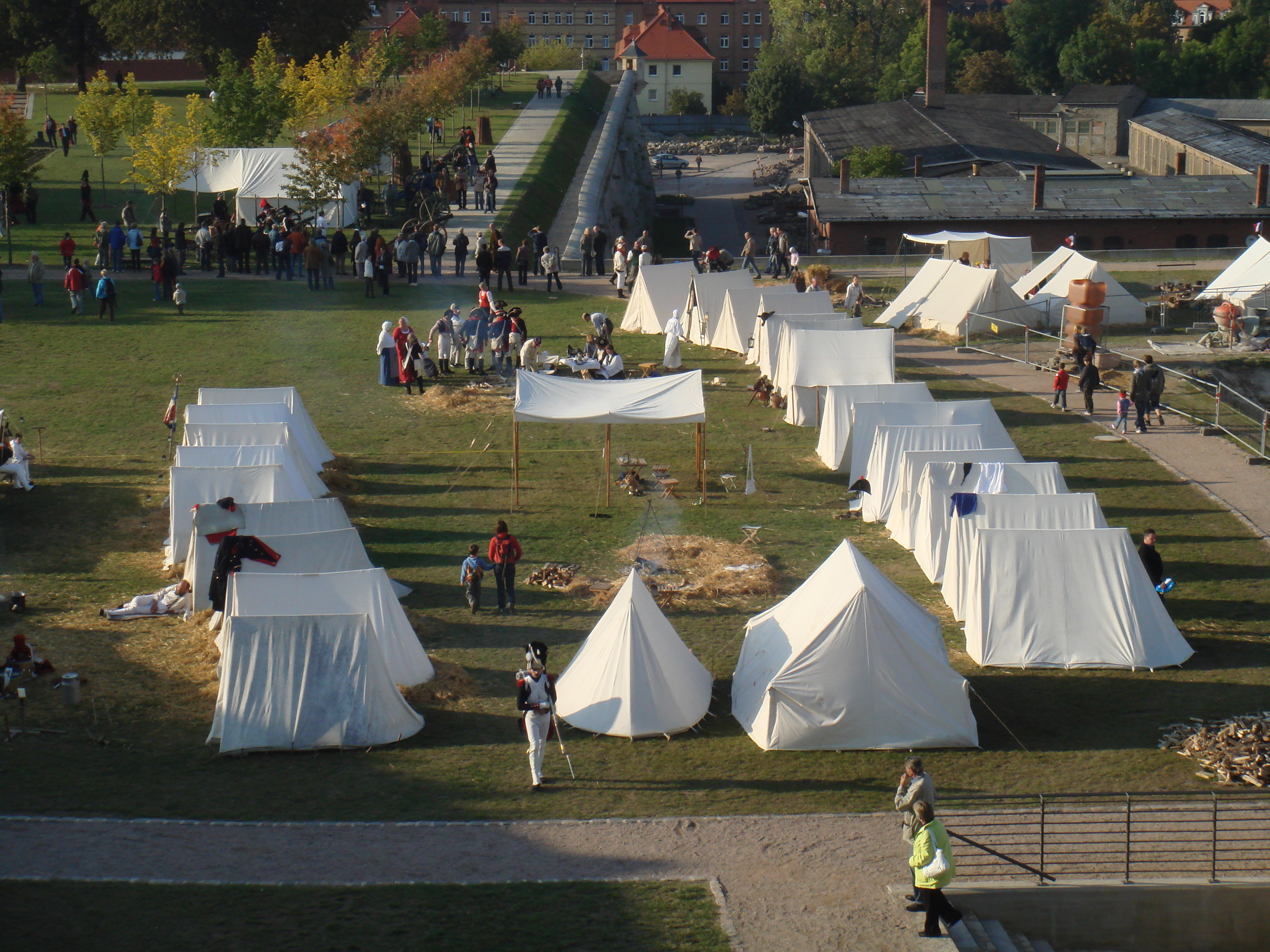
Историческая реконструкция бивака на мероприятиях, посвящённых юбилею Эрфуртского конгресса, 2008 год

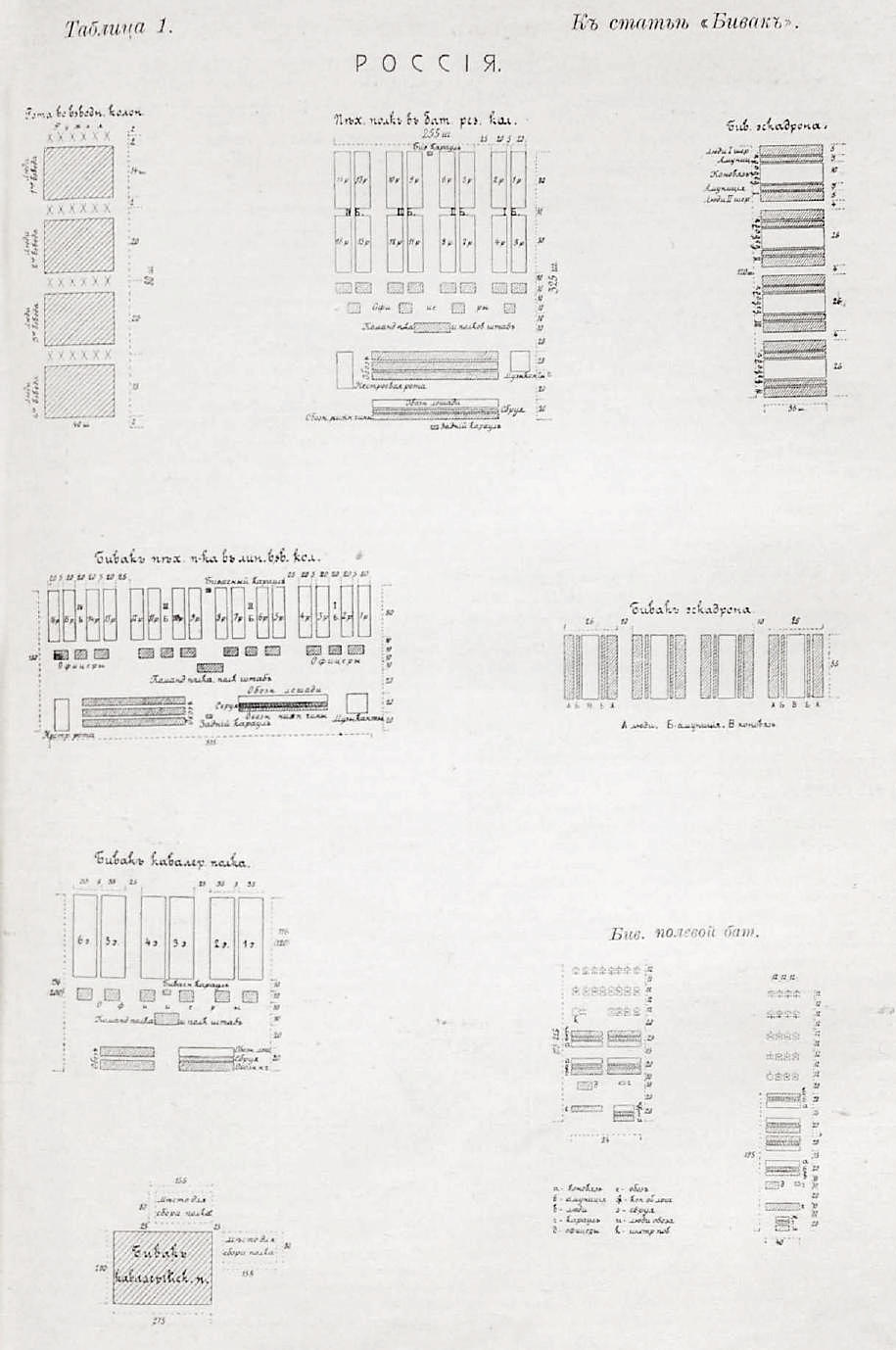
Иллюстрация к статье «Бивак», Военная энциклопедия Сытина, Санкт-Петербург, 1911 — 1915 годов.

Бива́к (бивуак, нем. biwak, фр. bivouac — лагерь), походный военный лагерь — походное расположение войск на отдых или ночлег под открытым небом, вне населённых пунктов. 
Бивуак как расположение войск или сборища людей, временно, под открытым небом, не под кровлей, для ночлега или отдыха, и становище, стан, табор, представлял то удобство, что формирования войск, того или иного государства, в самое короткое время могли расположиться на ночлег или отдых или сняться с них. В Древнеримском войске временный лагерь (только для одной ночи) кастра (castra), в более позднейшие времена — мансио (mansio).

## История
В русской военной традиции — «привал».
Расположение различных формирований войск на отдых или ночлег под открытым небом окончательно утвердилось в европейских вооружённых силах со времён Великой французской революции, когда состав действующих армий, на театре войны, увеличился в огромных размерах, а маневрирование их было доведено до небывалой прежде у них быстроты.
Преимущество бивака перед расположением войск в населённых пунктах по квартирам заключается в сосредоточенности, а потому большей боевой готовности подразделения. Основными критериями при выборе места для бивака служили боевые хозяйственные условия: находиться на пути действий формирований, удобство сообщения, наличие источников питьевой воды и топлива, сухая почва, выгодная оборонительная или наступательная позиция (иметь впереди удобную позицию). Формирования войск располагались на биваки фронтом в ту сторону, откуда ожидался противник, и в таком порядке, чтобы быстро и без замешательства они могли занять намеченную впереди выгодную позицию. 
Устройства бивака и порядок размещения в нём формирований, его охранение и соблюдение на нём внутреннего порядка были строго регламентированы подробными уставными правилами.
Пехота, артиллерия, кавалерия, обоз, полевые кухни располагались в определённом порядке с определёнными интервалами.
В настоящее время, в некоторых государствах, данный термин в военном деле вышел из употребления.